# Битва за Тэгу
Битва за Тэгу — сражение между войсками ООН и Северной Кореи в начале Корейской войны, бои продолжались с 5 по 20 августа 1950 года в окрестностях города Тэгу в Южной Корее. Битва была частью сражения за Пусанский периметр и стала одной из серии нескольких масштабных сражений, проходивших одновременно. Битва закончилась победой сил ООН, после того как их войска отразили наступление северокорейских дивизий, пытавшихся переправиться через реку Нактонган и перейти к штурму города.
Пять дивизий северокорейской армии скопились в окрестностях города готовясь перейти реку Нактонган и атаковать город с севера и запада. Город обороняли первая американская кавалерийская дивизия и 2-й корпус южнокорейской армии. Последовала серия боёв в каждом из них северокорейские дивизии пытались перейти реку Нактонган и атаковать обороняющегося противника. Успех этих атак был разным в отдельных районах, в секторе обороняемом 1-й американской кавалерийской дивизией атаки были отражены. Северокорейские атаки на южнокорейский сектор характеризовались большим успехом.
В ходе битвы северокорейские войска застали врасплох американские части на высоте 303 и захватили их в плен. В конце битвы пленных расстреляли из автоматов (т. н. резня на высоте 303). Несмотря на это силы ООН смогли отбросить большинство северокорейских войск. Дальнейшая битва решившая судьбу города произошла в т. н. долине Боулинга.

## Предисловие

### Начало войны

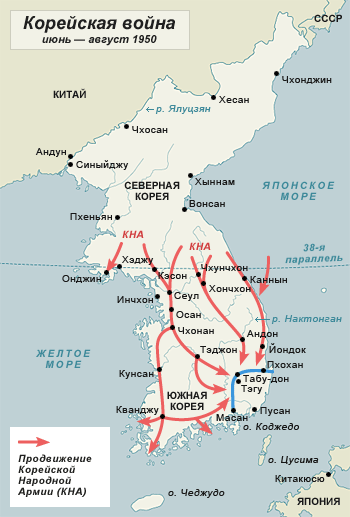
Карта корейской войны в 1950 году

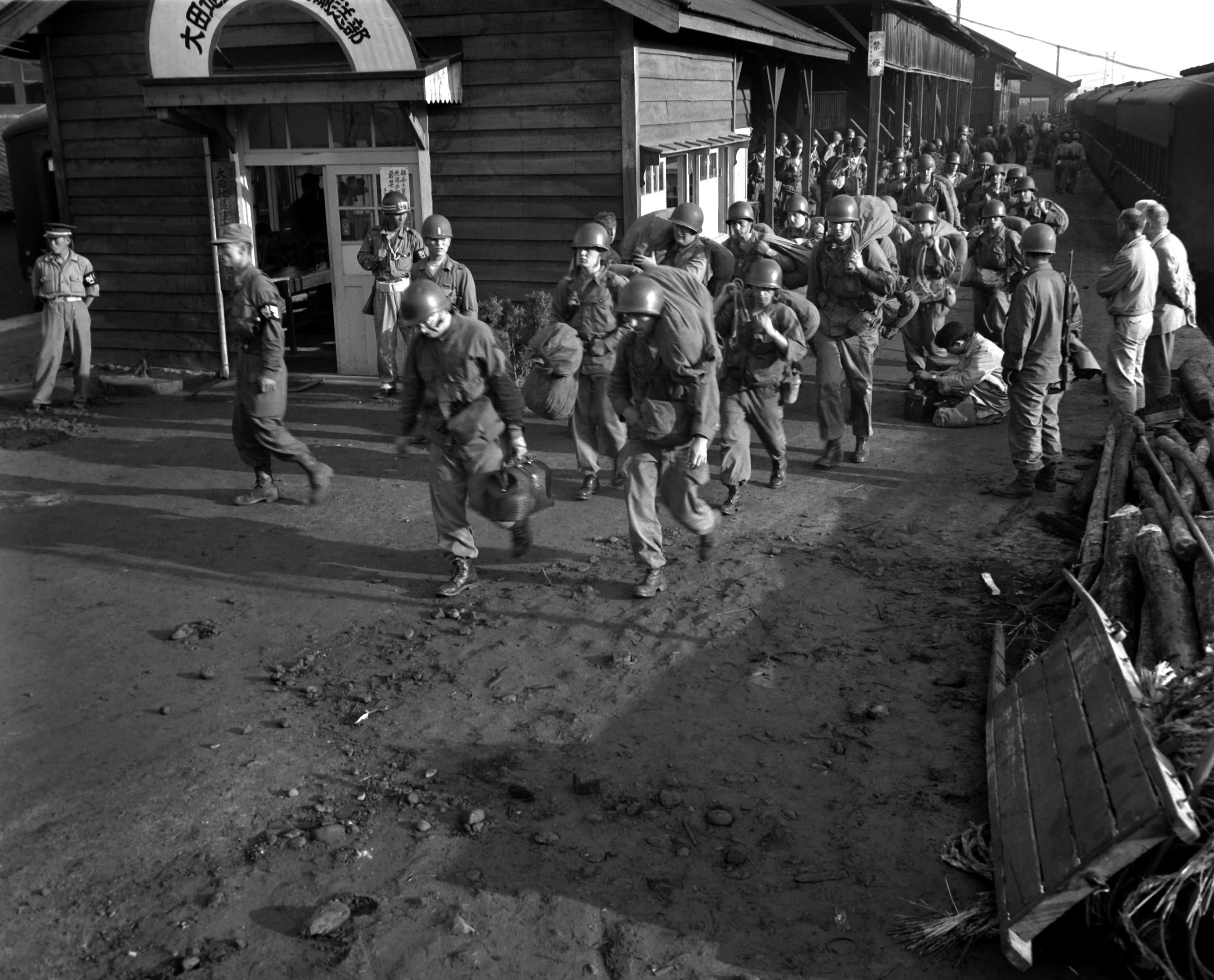
Боевая группа Смит пребывает в Южную Корею.

В ходе вторжения северокорейцев в Корейскую республику (Южная Корея) и начале Корейской войны 25 июня 1950 года, Совет Безопасности ООН проголосовал за отправку войск для защиты Южной Кореи. США как постоянный член Совета Безопасности немедленно приступили к развёртыванию вооружённых сил (частей армии, флота и ВВС) в юго-восточной части Корейского полуострова. Этому способствовало то что части находились поблизости на базах в Японии и на Окинаве, так как они осуществляли оккупацию Японии (в 1952). Подкрепления из Австралии, Канады, Греции, Новой Зеландии, Турции находились за морем и для их прибытия требовалось больше времени.
Цель американцев состояла в подкреплении оставшихся в строю сил Армии Южной Кореи в отражении северокорейского вторжения (только в юго-восточной части полуострова вокруг главного морского порта Пусан) чтобы предотвратить полный коллапс южнокорейской армии и правительства. К несчастью американские вооружённые силы на Дальнем Востоке значительно сократились после окончания Второй мировой войны (в августе 1945 года). По приказу императора Хирохито японский народ не чинил препятствий американским оккупационным силам, японцы восстанавливали свою опустошённую страну. К середине 1950-х американские войска не присутствовали в Южной Корее. Численность американских войск в Японии резко сократилась.
Ко времени северокорейского вторжения ближайшей американской наземной частью была 24-я пехотная дивизия, расквартированная в Японии. Эта дивизия никогда не была полностью укомплектована, большинство её экипировки устарело из-за сокращений военных расходов предпринятых Конгрессом. Тем не менее, 24-я пехотная дивизия единственная из американской армии могла быстро прийти на помощь Южной Корее.
Таким образом, 24-я пехотная дивизия первой из американских вооружённых сил была отправлена в Южную Корею с задачей остановить наступление северокорейской армии и создать защитный периметр вокруг Пусана (Пусанский периметр) с помощью ВВС, флота и корпуса морской пехоты. Верховный командир сил ООН в регионе генерал Дуглас МакАртур решил что американские и южнокорейские силы должны окопаться вокруг Пусана и держаться пока он не соберёт мощное войско (10-й корпус армии США) чтобы провести механизированную высадку десанта в Инчхон, в северо-западной части южной Кореи, вблизи от Сеула в конце 1950 года. С этого времени 24-я пехотная дивизия вместе с южнокорейскими союзниками на несколько недель осталась в одиночестве. Американцы и южные корейцы удерживали Пусанский периметр, ожидая подкреплений и начала контратак против северокорейцев.
Среди прибывающих американских подразделений, усиливших Пусанский периметр была 1-я американская кавалерийская дивизия (разумеется без лошадей), 7-я пехотная дивизия и 25-я пехотная дивизия, вместе с другими частями 8-й американской армии, обеспечивающих снабжение, медицинскую и разведывательную поддержку. Передовые части 24-й пехотной 5 июля понесли тяжёлое поражение в битве при Осане (первое боестолкновение между американскими и северокорейскими войсками). Первый месяц после битвы при Осане 24-я дивизия отбрасывалась назад и отступала под напором превосходящих числом северокорейских войск, оснащённых танками Т-34 (сделанными в СССР и бывшими одним из основных советских танков в ходе Великой Отечественной войны).
Войска 24-й дивизии систематически отбрасывались на юго-восток в битве при Чочхивоне, битве при Чонане и битве при Пхёнтхэке, как и в более мелких боестолкновениях. 24-я дивизия оказала отчаянное сопротивление в битве за Тэджон и понесла тяжёлые потери, но ей удалось задержать северокорейское наступление до 20 июля.. К этому времени численность боевых сил Восьмой армии приблизительно сравнялась по численности с северокорейскими силами, продолжающими атаки на Пусанский периметр, в то время как почти ежедневно прибывали свежие силы ООН из Америки, Австралии, Новой Зеландии и других стран.

### Северокорейское наступление

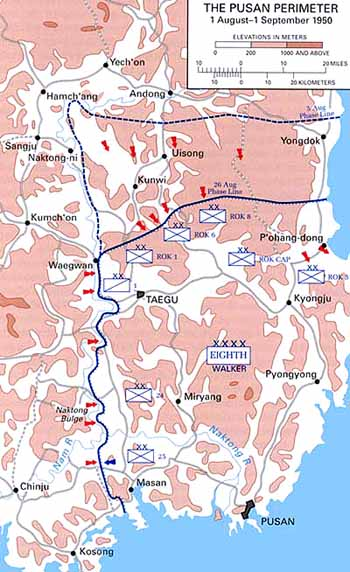
Боевая карта Пусанского периметра в августе 1950. Битва за Пхохан между северокорейскими и южнокорейскими силами в северо-восточном секторе.

С падением города Тэджон армия Северной Кореи начала окружение Пусанского периметра на севере и на западе в попытке его сокрушить. 4-я и 6-я северокорейские дивизии наступали на юг широким фланговым манёвром. Эти две северокорейские дивизии попытались обойти с левого фланга силы США и Южной Кореи и захватить Пусан ударом с юго-запада, но в ходе манёвра северокорейские силы растянулись. Они также подвергались повторяющимся атакам с воздуха со стороны американской армейской и флотской авиации. Северокорейские войска атаковали американцев превосходящими силами при поддержке танков Т-34 но войска ООН с помощью авиации и частей флота смогли протянуть Пусанский периметр на юг к Восточно-Китайскому морю и отбить все северокорейские атаки на Пусан. Возможно решающим фактором, обеспечившим удержание Пусанского периметра стало превосходство в воздухе американской авиации использовавшей аэродромы в Японии и авианосцы 7-го флота в Японском море.
Американские войска отбрасывались назад пока им не удалось окончательно остановить северокорейское наступление в серии битв на краю Пусанского периметра. 27 июля силы 3-го батальона 29-го пехотного полка недавно прибывшие на Корейский театр угодили в засаду и были разгромлены у деревни Хадон, благодаря чему открылся проход на Пусан для дальнейших северокорейских атак. Вскоре после этого северокорейцы взяли Чинджу, что ещё больше увеличило доступ для КНА в район Пусана. 2 августа американским войскам удалось разбить и отбросить назад северокорейцев в битве за Ночь. Понеся большие потери северокорейские части отступили на запад, где несколько дней переформировывались и получали подкрепления. Обе стороны использовали передышку чтобы приготовиться к новым боям за Пусанский периметр.

### Тэгу
Тем временем командующий Восьмой армией генерал-лейтенант Уолтон Уокер разместил свой штаб в Тэгу, который находился справа от центра линии Пусанского периметра и является выходом в долину реки Нактонган, через который могли наступать большие массы северокорейских войск, поддерживая друг друга. Природный барьер в виде реки Нактонган на юге и горы на севере замыкаются вокруг Тэгу, который был основным транспортным узлом и последним большим южнокорейским городом внутри Пусанского периметра оставшимся под контролем сил ООН. От севера к югу город защищала 1-я кавалерийская дивизия армии США, 1-я и 6-я южнокорейские пехотные дивизии в составе 2-го пехотного корпуса. 1-я кавалерийская дивизия армии США была растянута в длинную линию на юге вдоль реки Нактонган, её полки: 5-й и 8-й кавалерийские удерживали 24-х километровую линию вдоль реки, к югу от Вэгвана, повёрнутую к западу. 7-й кавалерийский полк удерживая позицию восточнее, вместе с артиллерией ожидал в резерве, готовый в любой момент прийти на помощь там где противник мог попытаться форсировать реку. 1-я южнокорейская дивизия удерживала северо-западную линию в горах к северу от города а 6-я южнокорейская дивизия держала позицию на востоке, обороняя узкую долину через которую внутрь Пусанского периметра шла дорога на Кунви.
Против сил ООН у Тэгу сосредоточилось пять северокорейских дивизий: 10-я, 3-я, 15-я, 13-я и 1-я занимали широкую линию от юга к северу окружая Тэгу от Туксонг-донга и вокруг Вэгвана к Кунви. Командование северокорейской армии планировало использовать природный коридор в виде долины Нактонган от Санджу до Тэгу как главную ось дальнейшего наступления на юг. Северокорейские дивизии должны были пройти через долину и пересечь реку Нактонган в нескольких местах через низины местности. Атаку должна была поддержать 105-я северокорейская бронированная дивизия.

## Битва
В ночь с 4-го на 5 августа 13-я северокорейская дивизия начала переправу через реку Нактонган у Нактонг-ни в 64 км к северо-западу от Тэгу. Переправа не была раскрыта до 5 августа, пока южнокорейская артиллерия и миномёты не начали обстрел, таким образом, дав знать о ней. В течение трёх ночей северокорейские солдаты из трёх полков переправлялись через реку на плотах или вброд неся оружие и экипировку над головами. К 7-му августа переправилась северокорейская дивизия в полном составе и собиралась в нескольких милях от позиции южнокорейской 1-й дивизии, готовившейся к обороне.
В это время с 6-го по 8 августа 1-я северокорейская дивизия переправилась на баржах через реку между Хамчангом и Санджу в секторе 6-й южнокорейской дивизии. Это продвижение было немедленно обнаружено американскими разведывательными самолётами и 1-я северокорейская дивизия немедленно вступила в бой с южнокорейскими силами. Две дивизии сражались в битве у Кунви до 17 августа, северокорейская дивизия встретила стойкое сопротивление, подверглась мощным атакам с воздуха и понесла тяжёлые потери.

### Начальные манёвры

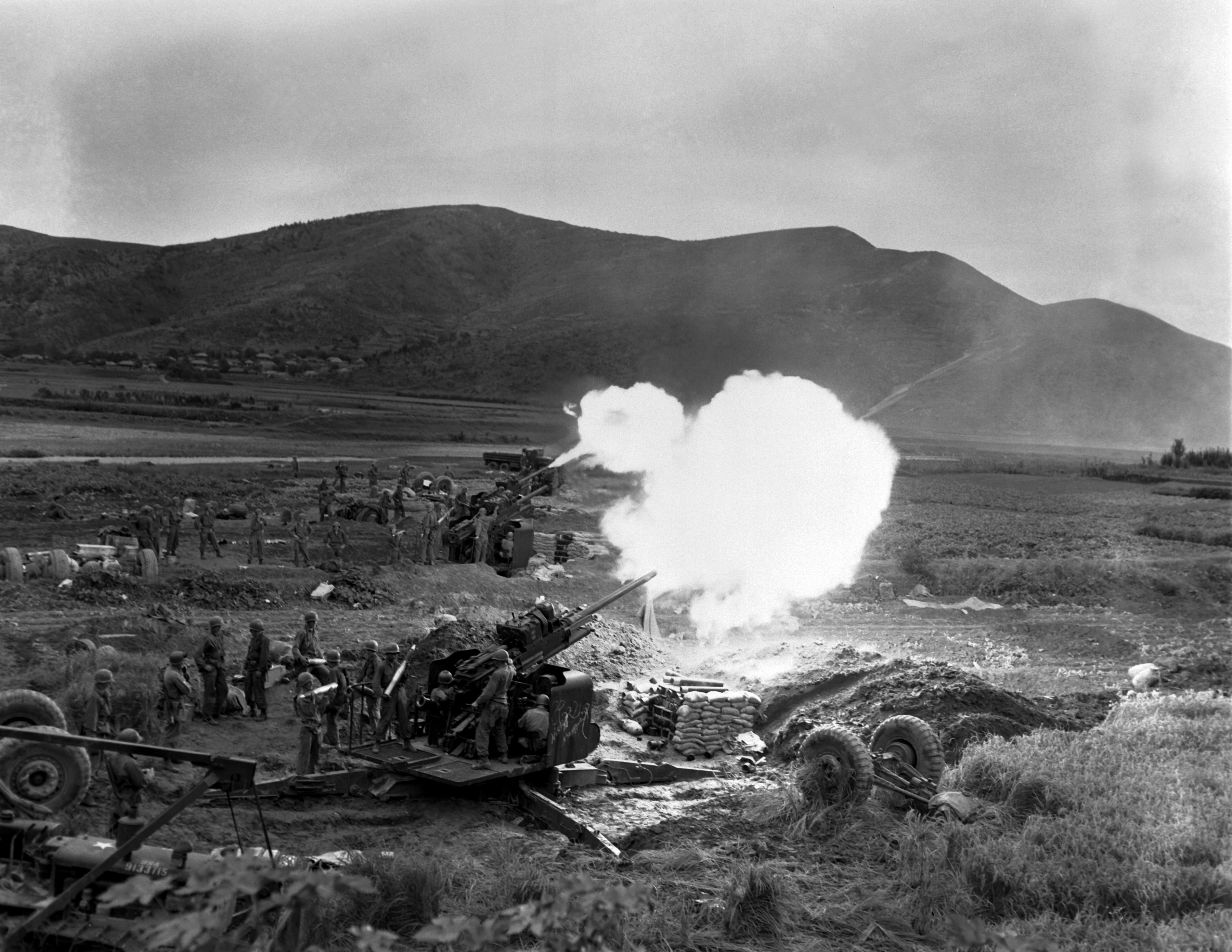
Артиллерия ROK поддерживает огнём Первую дивизию ROK Близ Тэгу. Орудия - 90мм зенитки.

Южнокорейские силы немедленно атаковали 13-ю северокорейскую дивизию после того как она завершила переправу, отбросив рассеянные северокорейские силы в горы. Дивизия собралась заново на востоке и пошла в согласованную ночную атаку, прорвала южнокорейскую оборону и перешла в наступление, оказавшись в 20 милях к юго-востоку от Нактонг-ни на главной дороге к Тэгу. В течение недели 1-я и 13-я северокорейские дивизии сосредоточились в области Табу-донг в 24 км к северу от Тэгу.
5 августа 15-я северокорейская дивизия, следующая из северокорейских дивизий на линии к югу получила 1500 бойцов подкрепления у Кумчона, её численность возросла до 6500 солдат. На следующий день 45-й полк этой дивизии отправился на северо-восток к реке Нактонган, 7 августа прошёл через Сонсан и переправился через реку к юго-востоку от этого города, подвергаясь атакам американской авиации. Перейдя реку, полк направился к горам и первоначально не встречал сопротивления. 48-й и 50-й полки 15-й дивизии армии КНДР вышли из Кумчона позже и перед рассветом 8 августа начали переходить через реку Нактонган между Индонгом и Вэгваном, собрав подводные мосты для переправы своей техники. Северокорейцы поддерживали переправу огнём танков прямой наводкой с западной стороны. 15-я северокорейская дивизия захватила высоты 201 и 346 на восточном берегу реки у переправы, а потом начала двигаться на восток к горам по направлению к Табу-донг (в 11 км оттуда). На следующий день 1-я южнокорейская дивизия вновь захватила высоты у переправы отогнав северокорейские силы дальше к горам. С 12-го по 16 августа три полка 15-й северокорейской дивизии соединились на восточной стороне реки Нактонган вблизи Юхак-сан в 8 км к востоку от переправы и в 4,8 км к северо-западу от Табу-донг. 13-я северокорейская дивизия вступила в бой с заблокировавшей её продвижение 1-й южнокорейской дивизией у Юхак-сана.

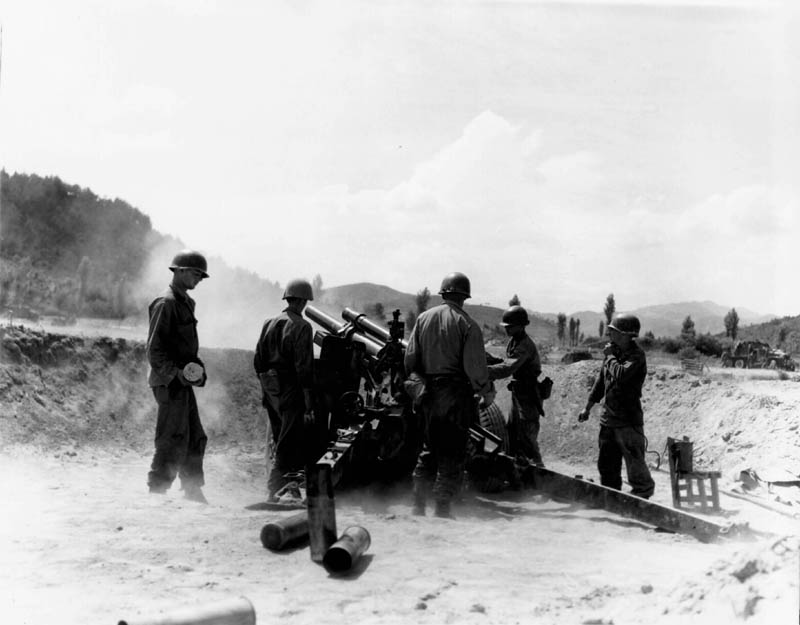
Американская артиллерия близ Вэгвана ведёт огонь по северокорейцам, переправлющимся через реку Нактонган.

К югу от Вэгвана более двух северокорейских дивизий стояли в готовности пересечь реку Нактонган в скоординированной атаке при участии дивизий на севере. Закалённая в боях 3-я северокорейская дивизия сконцентрировавшаяся близ Сонджу и необстрелянная 10-я северокорейская дивизия сконцентрировавшаяся в уезде Корён были готовы к наступлению.. Они переправились в секторе 1-й американской кавалерийской дивизии. 9 августа в 03:00 7-й полк 3-й северокорейской дивизии начал переправляться у Ночи в 3 км южнее моста в Вэгване. Обнаружив переправу части 5-го американского кавалерийского полка открыли огонь из автоматического оружия по северокорейцам и потребовали артиллерийского обстрела по уже пристрелянным позициям у переправы. Хотя северокорейские полки понесли некоторые потери передовые части достигли восточного берега и двинулись вглубь территории по направлению к горам. Через полчаса 8-й и 9-й полки начали переправу южнее. 5-й кавалерийский полк полностью поднятый по тревоге заметил и истребил части двух северокорейских полков отбросив их обратно на западный берег. Только небольшая часть северокорейцев достигла восточного берега. На следующую ночь одни были пленены войсками ООН а другие скрылись и отступили за реку.

### Бой за высоту 268

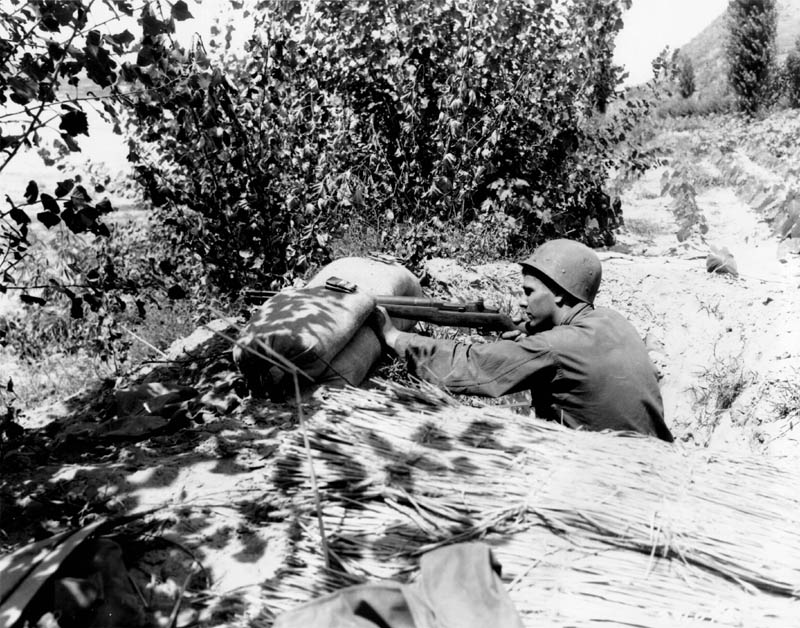
Солдат первой американской ведёт огонь по северокорейским позициям вдоль реки Нактонган, 13 августа

На рассвете 9 августа командир дивизии генерал-майор Хобарт Р. Гей находившийся в штабе первой кавалерийской дивизии в Тэгу узнал что противник переправляется через реку в области его дивизии к югу от Вэгвана. Первые рапорты были недостоверными, и генерал Гей решил приостановить контратаки, пока ситуация не прояснится. Вскоре он узнал что около 750 северокорейских пехотинцев собрались на высоте 268 (также известной как высоте для триангуляции - Triangulation Hill) в 4,8 км к юго-востоку от Вэгвана и в 16 км к северо-западу от Тэгу. Генерал Гей приказал дивизии атаковать врага и отбросить его за реку. Генералы Гей и Уокер думали что эта северокорейская атака может носить отвлекающий характер и что противник может предпринять более масштабную атаку на севере. Главная корейская дорога с севера на юг и главная железная дорог Сеул-Пусан огибали подошву высоты 268.
В 9:30 генерал Гей приказал 1-му батальону 7-й кавалерийской дивизии противодействовать вражескому проникновению. Батальон выдвинулся из своего лагеря, расположенного на окраинах Тэгу, его сопровождали 5 танков роты А 7-го тяжёлого танкового батальона. Этот моторизованный отряд проследовал к подошве высоты 268. Тем временем 61-й батальон полевой артиллерии подверг высоту интенсивному обстрелу.
В 12:00 артподготовка высоты 268 закончилась и 1-й батальон пошёл в атаку имея приказ продолжать наступление на юго-запад к высоте 154. Высота 268 была покрыта густым кустарником 1,2 м высотой и деревьями 3 м высоты. День был очень жарким и многие американские солдаты в ходе атаки получили тепловые удары. Сама атака была недостаточно скоординирована с артиллерийским огнём. Северокорейцы отразили атаку.
На следующее утро 10 августа воздушные налёты и артобстрелы накрыли высоту 268, выкосив северокорейский батальон. Генерал Гей отдал приказ пяти американским танкам двигаться вдоль дороги на Вэгван и обстреливать обратные склоны высоты с северо-запада.  Огонь танковых пушек застал укрывающихся от артиллерийского огня северокорейцев врасплох. Оказавшись между двумя огнями, они начали покидать свои позиции. Дальнейшая атака американской пехоты позволила занять высоту без особых трудностей, к 16:00 битва закончилась. Американцы перенесли артиллерийский и миномётный огонь западнее, отсекая отступление северокорейских войск. 61-й батальон полевой артиллерии накрыл снарядами с белым фосфором деревню, где собирались северокорейские войска, готовясь отступать и им пришлось двинуться обратно к американской пехоте, потеряв свыше 200 человек. Эти вечером 1-й батальон 7-й кавалерийской дивизии вернулся к позициям дивизии и перешёл в дивизионный резерв. Бойцы 5-го кавалерийского полка закончили зачистку высоты 268.
В ходе двухдневной битвы 1-й батальон 7-й кавалерийской дивизии потерял 14 человек убитыми и 48 ранеными. 7-й полк 3-й северокорейской дивизии был уничтожен на высоте. Всего из 1000 бойцов 7-го полка, перешедших реку было потеряно 700, большинство от артиллерийского и миномётного огня. Перейдя на восточный берег реки Нактонган полк не получал ни еды ни боеприпасов. В ночь с 10 на 11 августа около трёхсот выживших отступили на другой берег реки. Попытка 3-й дивизии пересечь реку Нактонган к югу от Вэгвана закончилась катастрофой. Когда 12 августа остатки 7-го полка присоединились к дивизии, эта некогда мощная часть сократилась и превратилась в дезорганизованное формирование из 2500 бойцов. Командование северокорейской армии отправило дивизию в резерв для переформирования.

### Переправа у Ён-по
Северокорейский план наступления на Тэгу с западного и юго-западного направлений предполагал, что северокорейская 10-я дивизия предпримет скоординированную атаку вместе с 3-й северокорейской дивизией. 10-я дивизия также далеко не проверенная в боях вышла из Сукчона 25 июля и достигла фронта по железной дороге. В Чхонане дивизия выгрузилась из поездов и пешим ходом отправилась на юг, проследовала через Тэджон и 8 августа достигла реки Нактонган напротив Вэгвана. Дивизия получила приказ пересечь реку Нактонг вблизи Туксонг-донга, проникнуть на восток и перерезать главную артерию снабжения войск ООН от Пусана к Тэгу. 11 августа силы дивизии собрались у Корёна.
Два полка 10-й северокорейской дивизии (29-й на юге и 25-й на севере) должны были предпринять штурм, 27-й полк оставался в резерве. 2-й батальон 29-го полка стал передовой частью дивизии перешедшей через реку и в ночь с 11 на 12 августа скрытно для ООН перешёл вброд реку к западу от Хёнпона. Затем батальон занял высоту 265 на северном отроге высоты 409 в 3,2 км на юго-запад от Хуонгпонга и установили пулемётные гнёзда. Остальные два батальона проследовали за передовым батальоном и заняли высоту 409. Вскоре в засаду северокорейцев, занимавших высоту 409 попался патруль 21-го пехотного полка 24-й американской пехотной дивизии который двигался на север пытаясь установить связь с 7-м кавалерийским полком в ходе битвы за плацдарм у реки Нактонган, которая шла в то время южнее.
На севере 25-й полк в 03:00 12 августа начал переход через реку Нактонган вблизи от Туксон-донг по дороге Корён — Тэгу. 2-й батальон 7-го кавалерийского полка прикрывал область переправы в 23 км на юго-запад от Тэгу. К рассвету 300 или 400 северокорейцев проникли к Вичон-донгу и вступили в ближний бой со 2-м батальоном роты Н. Северокорейцы атаковали ведя огонь из автоматического оружия и забрасывая американцев гранатами. Им удалось захватить передовые позиции роты, пост наблюдения миномётного огня и позиции тяжёлых пулемётов. Северокорейцы вероятно имели приказ захватить высоты к востоку от Йонг-по, чтобы обеспечить прикрытие для переправы главных частей, которая должна была начаться после этого. Однако к 09:00 2-й батальон при поддержке 77-го батальона полевой артиллерии и авиации отбросил северокорейцев от Ён-по и рассеял их.

### Вторая попытка переправы у Ён-по
В три дня с 10 по 12 августа река Нактонган обмелела ввиду отсутствия дождя и знойной погоде. Глубина достигала трёх футов, во многих местах вода доходила до плеч. Это облегчало попытки переправы через реку.
Утром 14 августа северокорейцы начали переправу близ взорванного моста между Туксон-донг и Йонг-поref name="Alex142"/>. К 06:20 около 500 северокорейских солдат прошли до Йонг-по. Пятнадцатью минутами спустя в бой с северокорейцами у Вичон-донг в миле от переправы вступил 2-й батальон 7-й кавалерийской дивизии. В 08:00 генерал Гей отдал приказ первому батальону седьмой кавалерийской дивизии двинуться к Йонг-по и поддержать второй батальон.
Северокорейская артиллерия и танки с западного берега реки поддерживали огнём переправу пехоты. Большое число северокорейцев переправилось на баржах у моста под ударами американской авиации и артиллерии. Эта атака также заглохла, дальше всего северокорейцам удалось продвинуться у Самуни-донг в 2,4 км от взорванного моста. Скомбинированный огонь американского лёгкого стрелкового оружия, миномётов и артиллерии отбросил северокорейцев обратно к реке. К 12:00 большие группы северокорейцев пытались перейти обратно на западную сторону реки, но американская артиллерия продолжала бить по ним, нанося тяжёлые потери.
К наступлению ночи 7-й кавалерийский полк уничтожил северокорейский плацдарм у Ён-по. Только одна переправа увенчалась успехом, 25-й и 27-й полки 10-й северокорейской дивизии понеся тяжёлые потери перешли реку по подготовленной переправе. По оценке командования 7-го кавалерийского полка из 1700 северокорейцев пытавшихся перейти реку 1500 погибло. Спустя два дня после битвы рота Н доложила, что похоронила перед своими линями 267 трупов. Рота G насчитала перед своей позицией 150 вражеских тел. В ходе битвы рота потеряла всего двоих убитыми и троих ранеными. В своей первой боевой миссии по переправе через реку Нактонган 10я-я северокорейская дивизия потеряла 2500 бойцов.

### Высота 303

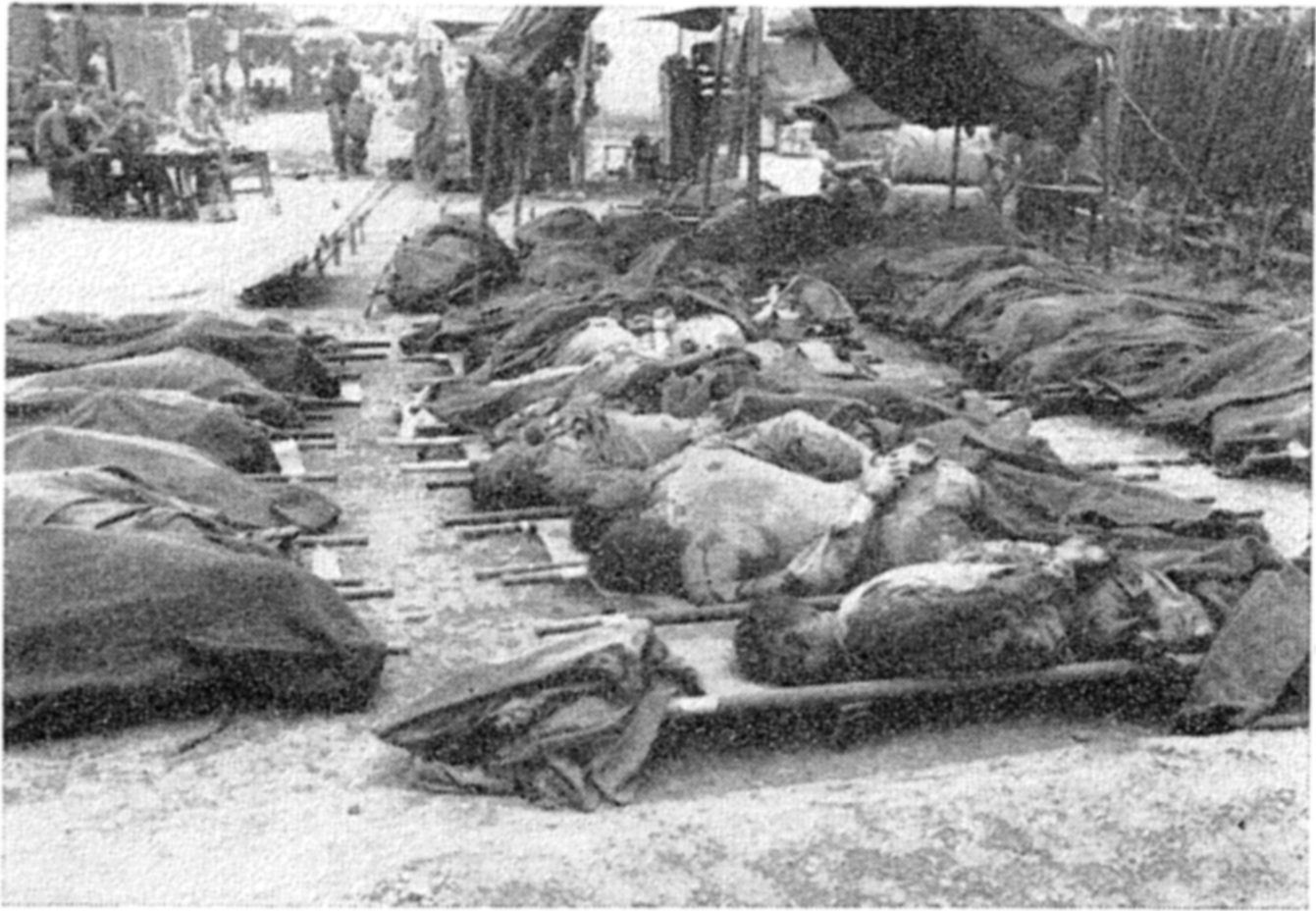
Тела пленных, убитых на высоте 303 около Вэгвана (руки многих убитых по-прежнему связаны)

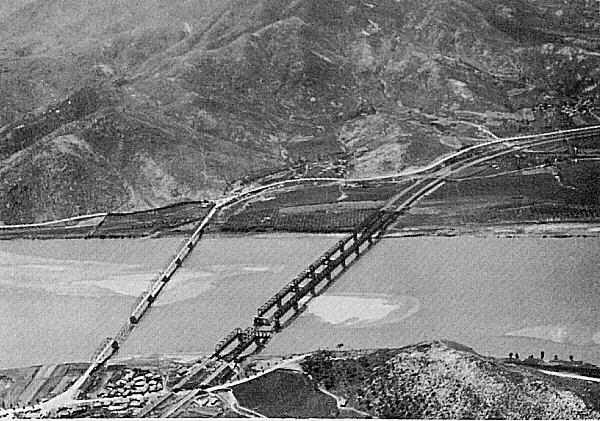
Мост у Вэгвана через реку Нактонган (разрушен). Высота 303 в правом нижнем углу

Почти одновременно с 10-й северокорейской дивизией пересекающей южную часть сектора 1-й кавалерийской дивизии у Туксон-донг и Йонг-по в атаку пошли северокорейские части к северу от Вэгвана на границе между секторами 1-й кавалерийской дивизии и 1-й южнокорейской дивизии. Крайнюю позицию на севере правого фланге 1-й кавалерийской дивизии занимала рота G 5-го кавалерийского полка. Она удерживала высоту 303, это была наиболее удалённая позиция на краю правого фланга 8-й армии. Севернее располагалась 1-я южнокорейская дивизия, первое подразделение на линии армии Южной Кореи.
В течение нескольких дней разведка объединённых сил получала доклады от своих источников о высокой концентрации северокорейцев у Нактонгана стоявших против 1-й южнокорейской дивизии. Ранним утром 14 августа северокорейский полк перешёл реку Нактонган через подводный мост (находящийся в 9,7 км от Вэгвана) в секторе, обороняемом 1-й южнокорейской дивизией. После полудня северокорейцы атаковали южан, занимавших высоту к северу от границы с американскими частями. После захода солнца подводный мост был частично разрушен авианалётом. Северокорейцы продолжили атаковать дальше на юг и в 12:00 обстреляли позиции роты G 5-го кавалерийского полка на высоте 303 из лёгкого стрелкового оружия. Вместо того чтобы двинуться восточнее (через горы на равнины) северокорейцы повернули на юг и направились к Вэгвану.
В 03:30 15 августа солдаты роты G на высоте 303 заметили как полусотня северокорейских пехотинцев, при поддержке двух танков Т-34 двинулись на юг вдоль речной долины к подошве горы. Также была замечена другая колонна, двигающаяся обходом в тыл американцев. Эта вражеская колонна незамедлительно вступила в перестрелку с ротой F. Получив приказ избежать вражеского окружения, рота F отступила на юг но рота G не стала отступать. К 08:30 северокорейцы полностью завершили окружение роты G и поддерживающего её взвода миномётчиков роты H на высоте 303. Таким образом, американцы на высоте оказались отрезанными. Колонна для деблокирования, составленная из роты В, 5-го кавалерийского полка и американский танковый взвод попытались пробиться к роте G, но не смогли прорвать северокорейское кольцо вокруг высоты 303.
Позже в этот день рота В при поддержке нескольких танков попыталась отбить высоту, которую уже защищал батальон из 700 солдат. 61-й батальон полевой артиллерии и подразделения 82-го батальона полевой артиллерии весь день обстреливали высоту. Этой ночью рота G смогла отступить с высоты. Перед рассветом 17 августа американский отряд, составленный из 1-го и 2-го батальонов 5-го кавалерийского полка при поддержке роты А 70-го танкового батальона атаковал высоту 303, но сильный миномётный обстрел со стороны северокорейцев остановил атаку у окраин Вэгвана. Утром американская артиллерия подвергла мощному обстрелу северокорейские позиции на высоте.
В ходе авианалёта сил ООН 17 августа в 14:00 высота была обработана напалмом, бомбами, ракетами и пулемётным огнём. Налёт и артиллерийский обстрел вынудил северокорейцев покинуть высоту. В результате были убиты или ранены около 500 северокорейцев, выжившие в полном беспорядке бежали после авианалёта. В 15:30 после налёта пехота атаковала высоту оставшуюся без защиты и зачистила её к 16:30. 60 человек из рот Е и F заняли вершину.
После захвата высоты 303 в полдень 17 августа бойцы 5-го кавалерийского полка обнаружили тела 26-ти миномётчиков из роты Н, со связанными за спиной руками и пулевыми ранениями в спину. Первая информация о том что произошло здесь была получена, когда разведчики обнаружили раненого автоматическим огнём рядового Роя Манринга из взвода тяжёлых миномётов. Манринг полз с высоты пока не заметил разведчиков. Из 45-ти расстрелянных американцев после бойни выжили только пятеро. Полное число казнённых на высоте неизвестно, так как тела нескольких человек со следами казни были впоследствии обнаружены в других местах вокруг высоты. Рассерженный генерал Дуглас Макартур, главнокомандующий силами ООН в Корее, обратился по радио к северокорейскому командованию, предупреждая, что они понесут ответственность за преступление. Однако перехваченные документы свидетельствуют, что северокорейское командование заботилось о поведении войск и выпускало приказы об ограничении казней военнопленных.

### Ковровые бомбардировки

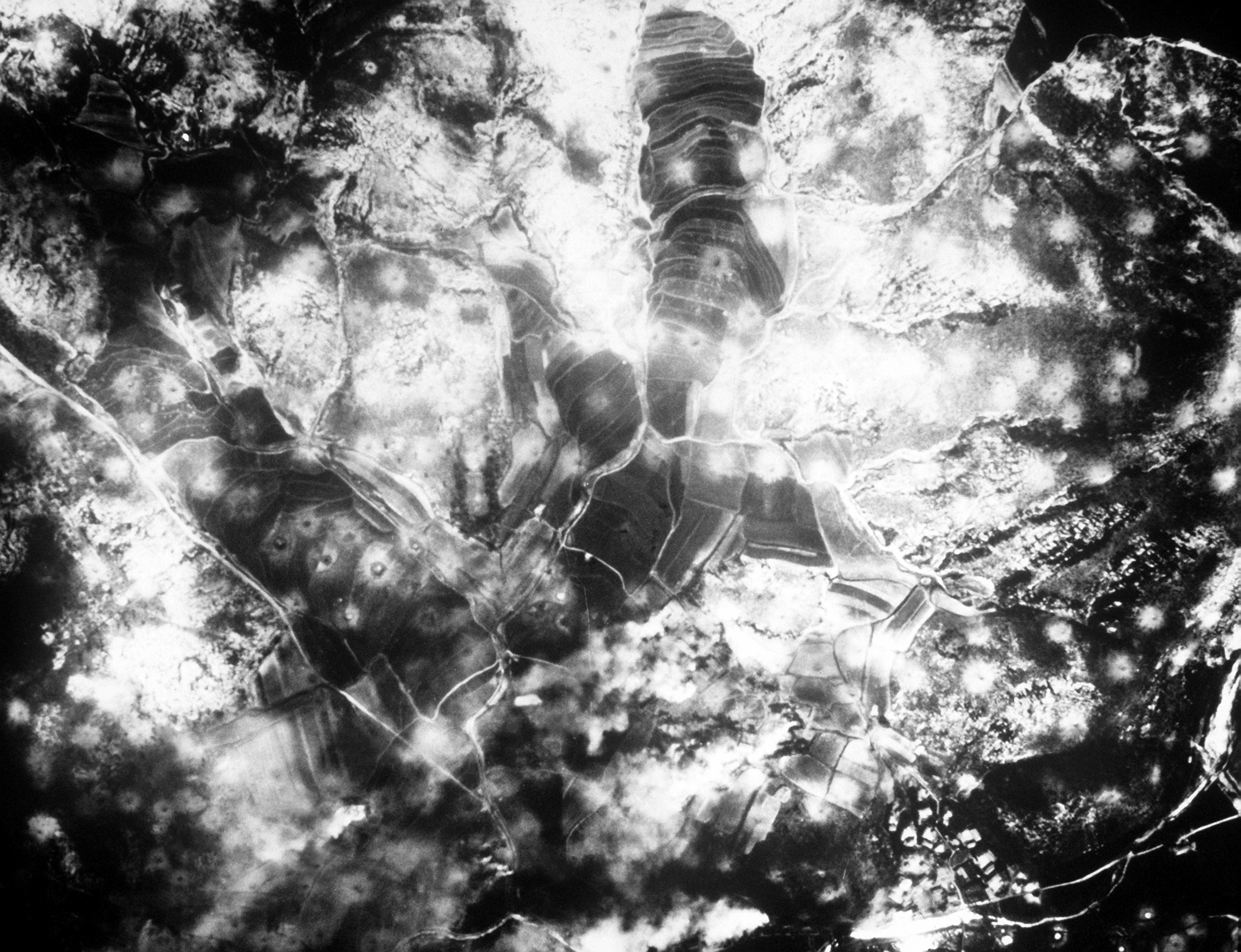
Авиаудар американской авиации близ Вэгвана.

В горах к северо-востоку от Вэгвана и высоты 303 1-я южнокорейская дивизия всю середину августа отражала северокорейские атаки. Никогда северокорейцы не держали так долго южнокорейскую дивизию под прессом. Под командованием бригадного генерала Пэк Сонёпа дивизия вела чрезвычайно кровопролитные оборонительные бои за горные подходы к Тэгу. Американские стратеги полагали что главное северокорейское наступление пойдёт с запада и поэтому американское командование сосредоточило свои силы к западу от Тэгу. Американское командование ошибочно полагало, что 40 тыс. северокорейских войск находится близ Тэгу, что превышало действительную численность северокорейских войск 70 тыс. вдоль всего периметра. Артиллерия 1-й американской кавалерийской дивизии поддерживала южнокорейцев в этом секторе. 13-й полк дивизии всё ещё удерживал позиции вдоль реки в то время как 11-й и 12-й полки сражались с северокорейцами в высокогорных массивах Суам-сан и Юхак-сан, к западу и северо-западу от Табу-донг и в 6,4 км восточнее от реки Нактонган. Северокорейцы продолжали переправляться по подводному мосту через реку Нактонган в 9,7 км к северу от Вэгвана, это была их главная артерия снабжения и переброски подкреплений. Силы ООН попытались накрыть мост, даже вели огонь прямой наводкой из 155-мм гаубиц, но не смогли серьёзно повредить мост.
Всю середину августа северокорейцы беспрестанно атаковали сектора, занимаемые южнокорейским 13-м полком и американским 5-м кавалерийским полком. Этот штурм и возрастающее сильное давление на главные силы южнокорейской 1-й дивизии в районе Табу-донг начал вырывать контроль над Тэгу из рук сил ООН. 16 августа 750 служащих южнокорейской полиции, размещённые на окраине города направились на фронт, чтобы усилить колеблющиеся армейские части. Благодаря притоку беженцев население Тэгу возросло с 300 тыс. до 700 тыс. Возникла угроза развития кризиса среди населения, когда несколько северокорейских артиллерийских снарядов упали на Тэгу. Снаряды упали вблизи железнодорожной станции, повредили паровозное депо, уничтожили машинный двор, был убит один гражданский и ранено восемь. Впоследствии Корейское провинциальное правительство издало приказ об эвакуации Тэгу, президент Ли Сын Ман переправил национальных лидеров в Пусан. В ходе эвакуации толпы паникующих беженцев повавлили по дорогам, ведущим из города, угрожая остановить все военные перевозки, но восьмой армии в итоге удалось остановить эвакуацию.
14 августа генерал МакАртур приказал генерал-лейтенанту Джорджу Е. Стратмайеру подвергнуть ковровой бомбардировке прямоугольный сектор площадью в 70 км² на западной стороне реки Нактонган напротив первой южнокорейской дивизии. Разведка предполагала что в этом районе высочайшая концентрация вражеских войск, по разным оценкам в 4 дивизии и несколько бронированных полков, всего 40 тыс. человек которые периодически использовали область как плацдарм для атак на Тэгу. Генерал Гей, командующий 1-й кавалерийской дивизией неоднократно запрашивал бомбардировку областик северо-востоку от Вэгвана. Его запросы отклонялись поскольку бомбардировка могла причинить потери войскам 1-й кавалерийской дивизии и южнокорейской 1-й дивизии. Стратмайер не думал что его самолёты смогут провести успешную ковровую бомбардировку области более 4,8 км² но всё же выполнил приказ Макартура.
16 августа в 11:58 первый из 98 бомбардировщиков В-29 «Суперфортресс» из 19-й, 22-й, 92-й, 98-й и 307-й бомбардировочной групп Тихоокеанских воздушных сил прибыли в область цели, вылетев из баз на Японии и Окинаве. В 12:24 последние самолёты нанесли свой бомбовой удар. Всего было сброшено примерно 960 тонн 500-фунтовых и 1000-фунтовых бомб. Атака потребовала всего бомбового запаса Воздушных сил дальнего востока, было сброшено 3084 500-фунтовых (230 кг) бомб и 150 1000-фунтовых (450 кг) бомб. Это была самая масштабная операция военно-воздушных сил после высадки в Нормандии во второй мировой войне.
На следующий день генерал Уокер доложил Макартуру что ущерб, нанесённый северокорейцам, неясен ввиду поднявшегося дыма и пыли, наземные силы не могут достичь указанной области из-за северокорейского огня. Впоследствии от северокорейских пленных была получена информация, что вражеские дивизии, которые, по расчётам дальневосточного командования, находились на западном берегу реки Нактонган, уже перешли на восточный берег и покинули тем самым область бомбардировок. Нет доказательств, что бомбардировка убила хоть одного северокорейского солдата. Тем не менее, бомбы уничтожили значительное число северокорейских артиллерийских батарей. В будущем командиры сил ООН и командиры воздушных частей сопротивлялись массированным ковровым бомбардировкам против вражеских боевых сил без точной информации о концентрации вражеских войск и если ситуация не становилась критической. Вместо этого они рекомендовали применять истребители-бомбардировщики и пикирующие бомбардировщики, которые могли оказать более эффективную поддержку наземным силам. Впоследствии командиры отменили вторую бомбардировку области на восточном берегу реки Нактонган, запланированную на 19 августа.

## Послесловие
В ходе боёв за Тэгу часть северокорейских дивизий пыталась захватить город предпринимая неоднократные атаки однако они были остановлены или замедлены американскими или южнокорейскими войсками и воздушными атаками. Пять северокорейских дивизий понесли тяжёлые потери, каждая из них приходила в расстройство под воздействием растущих потерь и недостатка снабжения. Некоторые части этих дивизий смогли рассеяться в горах, а потом снова собраться для участия в различных битвах. Эти части были в итоге разбиты в битве в долине Боулинга.
Американская 1-я кавалерийская дивизия понесла сравнительно небольшие потери: 600 человек, 200 были убиты в бою (включая и погибших на высоте 303). Американские войска, занимавшие подготовленные позиции смогли разбить северокорейские части переправившиеся через реку Нактонган на открытой местности нанося артиллерийские и авиационные удары. Точное число захваченных в плен и казнённых трудно определить и сравнить с числом убитых в бою, ввиду разногласия в докладах о количестве пленных убитых на высоте 303. Северокорейские войска понесли более значительные потери, в боях погиб более высокий процент. 2500 солдат было убито у Ён-по, 500 у высоты 303, 700 у высоты 268. Всего в бою было убито 3700 человек, хотя точное число погибших в ходе ковровой бомбардировке неизвестно, так как позднее патрули сил ООН не смогли провести разведку этой области.